# Druhá makedonská válka
Druhá makedonská válka (200 až 197 př. n. l.) byla svedena mezi Antigonovskou Makedonií, které vládl král Filip V., a Římskou republikou, která byla podporována svými spojenci Pergamem a Rhodem.

## Příčiny války
Již od skončení první makedonské války v roce 205 př. n. l. panoval mezi Makedonií a Římem křehký mír. Římané byli dosud zaměstnáni bojem s Hannibalem, který skončil teprve po vítězství v bitvě u Zamy v roce 202 př. n. l. Makedonský král Filip V. se zatím snažil využít římské zaneprázdněnosti k rozšíření vlastních územních zisků v Ilýrii z prvního konfliktu s Římany. Protesty římského senátu ho sice na nějaký čas zastavily, ovšem pokračující nepřátelské akce Filipa stále více přibližovaly k novému střetu s Římem. Na místo Ilýrie chráněné Římany, se král rozhodl upevnit svůj stávající vliv v řeckých obcích. Filip uzavřel tajnou dohodu se seleukovským panovníkem Antiochem III., v níž si oba králové rozdělili území nestabilního ptolemaiovského Egypta. Antiochos napadl jižní Sýrii a Palestinu, zatímco Filip se obrátil na východ. Jeho cílem byla Thrákie a kontrola námořních tras z oblasti Černomoří do Středozemního moře.
V roce 201 př. n. l. vyslal Filip mocné loďstvo proti Rhodu a pergamskému králi Attalovi I. Udatní Rhoďané ale makedonskou flotilu potopili, což podnítilo Řeky, kteří byli tehdy podrobení Makedoncům, aby povstali proti králi a požádali římský senát o pomoc. V témže roce dorazily do Říma delegace Pergamu, Rhodu a Athén, všechny se stejným cílem: přimět Římany k zásahu proti makedonské agresi. Římané Filipovi nikdy nezapomněli jeho spojenectví s Hannibalem během druhé punské války. Senát se proto dychtivě chopil příležitosti pomstít se makedonskému králi, ovšem lidové shromáždění válku nejprve odmítalo, neboť lid byl ještě příliš oslaben sotva skončeným bojem na život a na smrt proti Hannibalovi. V opakovaném hlasování však bylo vyhlášení války nakonec schváleno. Senát zatím vyslal k Filipovi poselstvo s ultimátem, v němž mu zakazoval vést v Řecku válku, což král rezolutně odmítl.
Motivy Římanů k rozpoutání druhé makedonské války spočívaly v zabránění dalšímu mocenskému růstu makedonského království, ovšem stejně důležitým vedlejším záměrem Římanů bylo posílení vlastního vlivu v Řecku.

## Průběh války
Na začátku roku 200 př. n. l. napadlo Filipovo vojsko athénské území v Attice. Další armáda, jíž velel král osobně, směřovala k pobřežním městům v Thrákii. Ve stejném roce zahájili své válečné operace i Římané, když se konzul Publius Sulpicius Galba vylodil s dvěma legiemi v Apollonii.
Na konci roku Galba vydrancoval makedonské pohraničí, pak se přesunul do Ilýrie, aby se zmocnil tamních Filipových držav. Současně římská flotila obeplula Řecko, kde mělo Filipovi zabránit v dobytí zdejších poleis. V roce 199 př. n. l. přesvědčili Římané aitólský spolek, aby se opět zapojil do konfliktu proti Makedoncům. Římské vedení války se však vyznačovalo nerozhodností a váhavostí. Galba a jeho nástupce Publius Villius Tappula strávili téměř dva roky prakticky v nečinnosti, během níž se mohli Římané pochlubit pouze pramalými úspěchy. V této době nedokázala ani jedna z válčících stran dosáhnout jakékoli strategické převahy.
V roce 198 př. n. l. přibyl k římskému vojsku v Řecku nový schopný velitel, konzul Titus Quinctius Flamininus, jenž se ihned po svém příchodu energicky vrhl do boje proti Makedoncům. Během vyjednávání s makedonským králem, předložil Flamininus Filipovi dvě podmínky: stažení makedonských posádek z Řecka a uznání svobody řeckých poleis. Třebaže král znovu odmítl, přineslo vyjednávání očekávaný vedlejší efekt, neboť dosavadní spojenec Makedonců, achajský spolek, vstoupil do války jako spojenec Římanů. Flamininus se následně střetl s Filipem v menší potyčce na řece Aoos, z které Římané vzešli vítězně, což jim umožnilo vpadnout do Thesálie a přenést tak válku bezprostředně na makedonské území. Ještě před příchodem zimy Římané oblehli a dobyli četná thesálská města, poté se stáhli do Fókidy, kde strávili zimu.
Na konci roku 198 př. n. l. obnovily obě strany mírové rozhovory, v nichž Flamininus uplatnil svoji politickou prozíravost. Pokud by ztratil svoji konzulskou pravomoc, hodlal válku ukončit sjednáním míru. V případě, že by byl opětovně zvolen do konzulského úřadu, přál si pokračovat v boji. Filip zatím jednání úmyslně zdržoval a současně vyslal vyjednavače do senátu. Zatímco bylo královo poselstvo na cestě, pověřil senát Flaminina, aby jako prokonzul nadále velel vojsku v Řecku. Vyjednávání s Filipem bylo ukončeno a Flamininus se mohl pustit do plánování další kampaně.
Na počátku jara 197 př. n. l. vytáhl Flamininus se svými dvěma legiemi veteránů společně se silným doprovodem spojenců (asi 8 000 převážně Aitólů) znovu do Thesálie. Římané pokračovali v dobývání thesálských měst, načež Filip shromáždil vojsko o síle 25 000 mužů a vyrazil s ním vstříc nepříteli. Obě armády se po krátkém manévrování setkaly u Kynoskefal. V tomto prvním otevřeném střetnutí mezi římskou legií a klasickou makedonskou falangou získala navrch flexibilita legie. Makedonci utrpěli v bitvě těžké ztráty, pročež Filip neměl jiné volby než přijmout mír za velmi nevýhodných podmínek.

## Uzavření míru
V roce 196 př. n. l. byla dojednána mírová smlouva, v níž Filip ztratil kontrolu nad strategicky důležitým Korintem, Eretrií a Demetriadou, stejně jako vládu nad Thesálií. Kromě toho se zavázal zaplatit Římanům 1000 talentů jako odškodnění, rozpustit celou svou flotilu s výjimkou šesti lodí a poskytovat Římanům vojenskou pomoc. Nadále si však směl ponechat vládu nad Makedonií, poněvadž Římané považovali za mnohem vážnější hrozbu seleukovského krále Antiocha III. Makedonské království mělo tudíž posloužit jako nárazník proti případné expanzi seleukovské Sýrie.
Řím, jenž krátce po skončení druhé punské války stále ještě disponoval pouze omezenými lidskými zdroji, nebyl schopen trvale obsadit Řecko, nicméně bystrý Flamininus obrátil tento nedostatek ve výhodu, když na isthmických hrách v roce 196 př. n. l. prohlásil Helény za osvobozené. Obyvatelé Řecka měli od nynějška žít svobodně podle vlastních zákonů a zvyků. Tímto vystoupením získal Flamininus obdiv a vděčnost Helénů, která trvala ještě po staletí, a zároveň tak dosáhl dalšího důležitého cíle: Řekové neschopní sami se ubránit okolním říším, pociťovali vůči Římanům náklonnost a loajalitu za to, že definitivně skoncovali s nenáviděnou makedonskou hegemonií. Zasahováním do řeckých záležitostí tak Římané rozšířili sféru svého vlivu na východ, aniž by byli nuceni zde umístit jedinou legii. V roce 194 př. n. l. opustili poslední římští vojáci Řecko, ve skutečnosti se však řecké obce staly faktickým římským protektorátem.